# Stupid Love
 (mars 2020).
Si vous disposez d'ouvrages ou d'articles de référence ou si vous connaissez des sites web de qualité traitant du thème abordé ici, merci de compléter l'article en donnant les références utiles à sa vérifiabilité et en les liant à la section « Notes et références ».
Singles de Lady Gaga
I'll Never Love Again
(2019) Rain on Me
(2020)
Stupid Love est une chanson enregistrée par la chanteuse américaine Lady Gaga. Elle a été divulguée en janvier 2020, avant d'être officiellement publiée avec un clip le 28 février 2020, en tant que single principal de son sixième album studio Chromatica (2020).

## Composition
Stupid Love a été décrit comme un retour au son dance-pop et électropop de la carrière antérieure de Gaga, avec des influences de dance, disco et électronique.
La chanson est composée dans la tonalité de si bémol majeur et tourne à un tempo de 118 battements par minute. La voix de Gaga s'étend de A ♭ 3 à F5 dans la chanson.

## Sortie et promotion

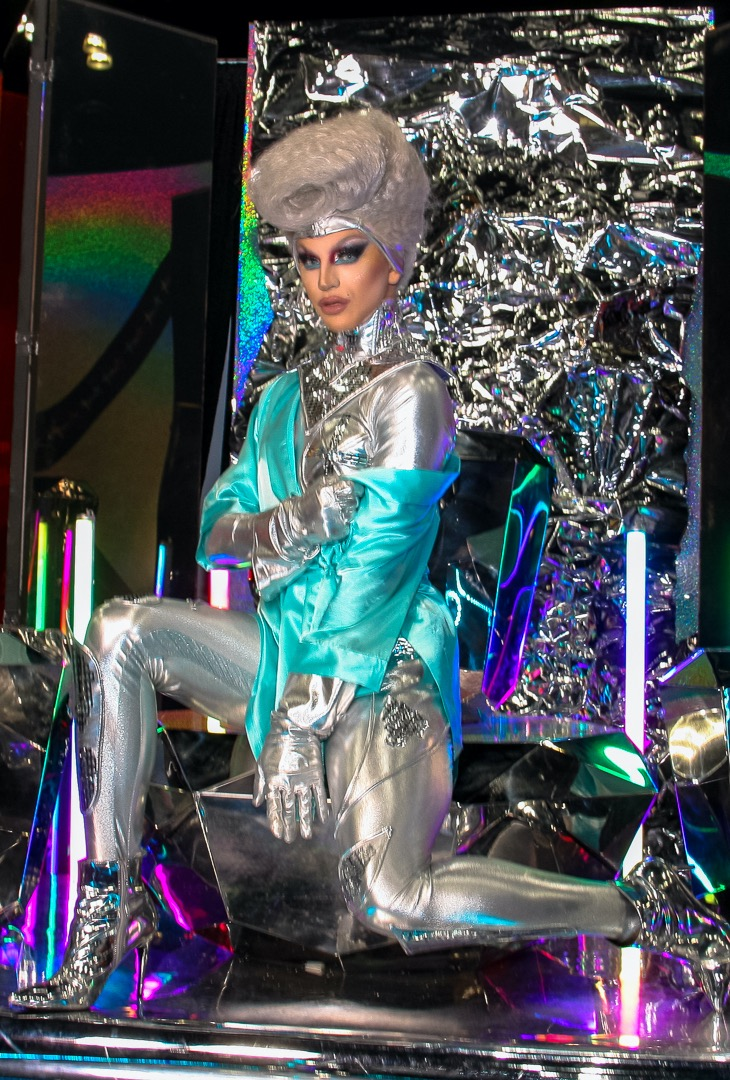
Aquaria au Rupaul's DragCon 2019

Les rumeurs sur ce single ont débuté quand Gaga a posté sur ses réseaux sociaux une photo d'une citrouille d'Halloween peinte, avec un iPod touch dans le coin en bas à gauche, qui affiche Stupid Love en train d'être lu dessus.  Des extraits de la chanson ont ensuite été divulgués pour la première fois en ligne en octobre (en déclarant que c'était un extrait d'une vieille chanson rejetée, qui avait été supprimée par UMG) puis la chanson entière a fuité en janvier 2020. La chanson est devenue virale sur Twitter. Gaga a répondu à la fuite en tweetant « pouvez-vous tous vous arrêter » avec un meme d'une jeune fille portant une cagoule tout en écoutant de la musique sur un lecteur de cassettes. Gaga n'a pas interprété Stupid Love lors de son émission pré-Super Bowl LIV sur AT&T TV Super Saturday Night à Miami, malgré les demandes du public. Au lieu de cela, Gaga a interprété son ensemble Enigma de sa résidence à Las Vegas. 
Gaga a annoncé la sortie de la chanson via les réseaux sociaux le 25 février 2020. L'annonce était accompagnée d'une photographie d'un panneau d'affichage à Los Angeles qui avait « une image du titre de la chanson éclaboussée sur une image de lèvres rose vif »[réf. nécessaire]. Le panneau d'affichage présente également des images fixes du clip musical intégrées à droite du texte central, ainsi qu'une silhouette de personnages de la vidéo ancrés dans le texte. Le mot Chromatica est écrit deux fois sur le panneau d'affichage : un verticalement adjacent aux images vidéo de musique, et à nouveau comme la dernière ligne du message de copyright dans le coin inférieur gauche. L'importance de ce mot a conduit les médias à spéculer sur le titre du sixième album studio de Gaga.
Jeena Sharma du Paper a décrit les images promotionnelles de Gaga pour Stupid Love comme « pop-meets-punk ». Les images représentaient Gaga portant un look monochrome rose avec le maquillage de sa ligne de beauté Haus Laboratories. Juste avant de sortir Stupid Love et son clip, Gaga a tweeté « Earth is cancelled ». La chanson a été mise en évidence dans une publicité Apple dans le cadre de sa campagne Shot on iPhone 11 Pro. Apple a confirmé que le clip vidéo avait été entièrement filmé à l'aide de l'application Filmic Pro sur un iPhone 11 Pro. La chanson a été placée en haut de la liste de lecture Top Hits d'Apple Music, de la liste de lecture New Music Daily de Spotify et de la liste de lecture Today's Hits de Spotify. Dans les heures qui ont suivi sa sortie, la chanson Stupid Love et Lady Gaga elle-même étaient les deux sujets les plus populaires sur Twitter dans le monde.

## Réception critique
Après la fuite, Kyle Munzenrieder, du magazine W, a écrit : « C'est un Gaga classique avec un refrain puissant et une piste d'accompagnement dans une grande salle ». Les bars gays du monde entier ont commencé à jouer la chanson pleinement, selon les rapports de Twitter. Ses fans ont commencé à discuter de l'album à venir. Gaga elle-même, cependant, ne l'avait pas fait. Commentant la fuite, Harper's Bazaar a décrit Stupid Love comme une « coupe optimiste avec de grandes voix et de la danse et une production d'inspiration électronique », apparemment « en passe d'être un autre succès radiophonique de la chanteuse ». Variety a décrit la fuite comme un « hymne infusé au disco dont le style rappelle celui de l'album Born This Way de Gaga ».
Lors de la sortie officielle de la chanson, Michael Cuby de Nylon a décrit la chanson comme un « mélange entre Bad Kids et The Edge of Glory avec un beat qui rappelle instantanément la joyeuse électropop de Do What U Want » et « le type de chanson que vous pouvez facilement imaginer à la fois sortir d'un système de son coûteux dans votre club gay local et d'un haut-parleur de voiture alors qu'elle accélère sur l'autoroute avec son sommet vers le bas en été ». Jamieson Cox pour Pitchfork a également comparé la chanson à Do What U Want, disant que la « disco musclée et brillante » de Stupid Love sonne comme une version accélérée de la première. Cox affirme que Stupid Love rappelle l'ère de la fin des années 2000 de Gaga sans atteindre la même grandeur, tout en se félicitant du retour de Gaga et de « l'esprit maladroit et indomptable qui l'a rendue si rafraîchissante en premier lieu ». Écrivant pour Rolling Stone, Claire Shaffer et Althea Legaspi ont décrit la chanson comme un « dance jam », tandis que Ben Kaye de Consequence of Sound était un « banger disco électronique ». Spencer Kornhaber pour The Atlantic a qualifié le single de « retour glorieux » et de « retour en forme non seulement pour la chanteuse, mais aussi pour son genre ». Kornhaber a ajouté que même si la production de Max Martin « semble parfaitement calibrée pour être accrocheur, la voix de Gaga est si grande et si agréable qu'un sens de l'humanité reste intact » et a conclu que Stupid Love est « léger, doux et ordonné ». Kornhaber a également fait l'éloge du travail au clavier de BloodPop et de Tchami et du mixage de la chanson, mentionnant les microsecondes avant la chute du refrain final, l'appelant un « faux-truc qui trompe l'oreille à chaque fois, en tant que superfans qui ont écouté la chanson avec vertige, car il a fui en janvier peut en témoigner. »
Pour Slant Magazine, Alexa Camp était plus critique à l'égard du titre, le décrivant comme une « tranche électro-pop entraînante mais non inventive » et comparant sa ligne de basse à Do What U Want.
Le titre a été classé no 5 aux États-Unis le 14 mars 2020

## Clip musical

### Contexte et résumé
Le clip vidéo d'accompagnement a été réalisé par Daniel Askill et chorégraphié par Richard Jackson. Il a été diffusé le 28 février en ligne et sur la chaîne MTV aux États-Unis, avec des teasers publiés la veille. Tournée sur place à Trona Pinnacles, en Californie, la vidéo présente Gaga combattant les factions en guerre pour établir un ordre mondial plus compatissant. La vidéo a été entièrement filmée à l'aide du système de triple caméra iPhone 11 Pro d'Apple.
La vidéo musicale s'ouvre avec le texte « Le monde pourrit en conflit. De nombreuses tribus se battent pour la domination. Alors que les spirituelles prient et dorment pour la paix, les punks de gentillesse se battent pour Chromatica ». La caméra panoramique sur une scène désertique avec des montagnes de cristal. Gaga et son équipe courent sur les lieux d'une bataille. Gaga est vu dans diverses tenues rose vif dansant avec des groupes de guerriers de la danse, chaque groupe avec une couleur et un logo correspondants. Une fois que les factions recommencent à se battre, Gaga ne peut plus le supporter. Elle fait léviter deux combattants et les claque au sol. Avec ce mouvement, la bataille est gagnée. Gaga mène les guerriers de la danse dans une grande fête pour conclure la vidéo. La faction en rose, dirigée par Gaga, a rétabli la paix dans la région désertique.
Dans une interview de Harper's Bazaar avec la maquilleuse de Gaga, Sarah Tanno a décrit l'utilisation de pièces qui évoquent l'armure pour satisfaire le désir de Gaga de se sentir fort pour la vidéo. Décrivant les souhaits de Gaga, Tanno explique : « Elle voulait dégager un Kindness Punk, quelqu'un qui se bat pour la gentillesse et mène avec amour. » Tanno a cherché l'inspiration d'une époque antérieure de la carrière de Gaga en créant des pièces faciales de Gaga pour le clip. « À l'époque de Born This Way, elle avait ces prothèses de joues - alors j'ai pensé, quelle est la nouvelle chose spéciale que je peux faire pour elle? Cette armure viendra naturellement dans différentes nuances de rose métallique », a expliqué Tanno. Voulant que les pièces bougent avec Gaga alors qu'elle se déplace et danse, Tanno a conçu les pièces faciales à partir de matériaux ressemblant à des prothèses osseuses au lieu d'opter pour le métal. Contrairement aux pièces faciales, les costumes de Gaga comportaient des pièces fabriquées en métal véritable conçues par Laurel DeWitt. « Les planches d'humeur étaient un mélange fou d'armures futuristes, d'extraterrestres et même d'une ambiance de type insecte. Tout devait être rose alors j'ai travaillé avec son équipe de style et j'ai juste fait mon interprétation. Métal rose ! Je veux dire, allez ! C'était parfait », a expliqué DeWitt. Les quatre tenues différentes conçues pour Gaga par DeWitt et la perruque rose de Gaga étaient considérées comme un départ par rapport au style précédent de Gaga. DeWitt a ajouté que Gaga aimait les styles, mais elle a trouvé que certaines étaient douloureuses à porter « mais vous savez Gaga, n'importe quoi pour la mode », a conclu DeWitt.

### Accueil
British Vogue a décrit le look de Gaga pour le clip vidéo comme un « guerrier du désert inspiré de l'an 2000 » et a qualifié l'esthétique de la chanteuse de retour à sa « forme de l'ère de la robe de viande ». Dave Holmes pour Esquire a décrit la danse de Gaga dans la vidéo comme un « retour à une sorte de mouvement qui est moins danse et plus une série de gestes. Les classiques sont de retour : les poignets sur le front font un retour triomphal, tout comme la main couvrant les yeux et les avant-bras en formation x ». Craig Jenkins pour Vulture a décrit la vidéo comme une « exagération visuelle délibérée » avec une chorégraphie serrée et a comparé la vidéo au clip de Genesis de Grimes, au jeu vidéo Bayonetta et à Star Trek. Brandon Wetmore pour le magazine Paper a décrit la vidéo comme un « défilé de fierté » évoquant Mad Max associant une chorégraphie de Bad Romance à un camp de l'ère Artpop et a contrasté le dynamisme et la couleur de la vidéo avec les tons sourds et sombres des visuels de l'ère A Star Is Born précédente. Alexa Camp pour Slant Magazine a critiqué le single et sa vidéo, qualifiant la vidéo de ringarde et dépourvue de « mythologie ou de narration (relativement) sophistiquée des vidéos comme Born This Way de 2011. »

## Classements hebdomadaires
| Classement (2020)                       | Meilleure position |
| --------------------------------------- | ------------------ |
| Allemagne (GfK Entertainment)           | 21                 |
| Argentine (Argentina Hot 100)           | 77                 |
| Australie (ARIA)                        | 7                  |
| Autriche (Ö3 Austria Top 40)            | 17                 |
| Belgique (Flandre Ultratop 50 Singles)  | 24                 |
| Belgique (Wallonie Ultratop 50 Singles) | 27                 |
| Canada (Hot 100)                        | 7                  |
| Canada (CHR/Top 40)                     | 16                 |
| Canada (Hot AC)                         | 13                 |
| Croatie (HRT)                           | 6                  |
| Écosse (OCC)                            | 1                  |
| Europe (Billboard Euro Digital Songs)   | 1                  |
| Équateur (National-Report)              | 34                 |
| Espagne (PROMUSICAE)                    | 50                 |
| Estonie (IFPI)                          | 11                 |
| États-Unis (Hot 100)                    | 5                  |
| États-Unis (Adult Contemporary)         | 24                 |
| États-Unis (Adult Pop Songs)            | 12                 |
| États-Unis (Dance Club Songs)           | 14                 |
| États-Unis (Hot Dance/Electronic Songs) | 1                  |
| États-Unis (Pop Airplay)                | 16                 |
| États-Unis Rolling Stone Top 100        | 4                  |
| Finlande (Suomen virallinen lista)      | 14                 |
| France (SNEP)                           | 36                 |
| France (SNEP Ventes)                    | 1                  |
| France (SNEP Radio)                     | 15                 |
| Grèce (IFPI Greece)                     | 10                 |
| Hongrie (Rádiós Top 40)                 | 1                  |
| Hongrie (Stream Top 40)                 | 7                  |
| Irlande (IRMA)                          | 6                  |
| Israël (Media Forest)                   | 8                  |
| Italie (FIMI)                           | 15                 |
| Japon (Hot 100)                         | 48                 |
| Lituanie (AGATA)                        | 9                  |
| Mexique (Mexico Airplay)                | 23                 |
| Nouvelle-Zélande (RMNZ)                 | 23                 |
| Norvège (VG-lista)                      | 22                 |
| Pays-Bas (Single Top 100)               | 56                 |
| Panama (Monitor Latino)                 | 17                 |
| Pologne (ZPAV)                          | 51                 |
| Portugal (AFP)                          | 23                 |
| Tchéquie (IFPI Singles Digitál)         | 7                  |
| Royaume-Uni (UK Singles Chart)          | 5                  |
| Salvador (Monitor Latino)               | 7                  |
| Singapour (RIAS)                        | 20                 |
| Suède (Sverigetopplistan)               | 24                 |
| Suisse (Schweizer Hitparade)            | 6                  |

## Certifications et ventes
| Pays             | Certifications | Organisme de certifications | Ventes    |
| Canada           | Platine        | CRIA                        | 80 000    |
| Royaume-Uni      | Argent         | BPI                         | 200 000   |
| Ventes mondiales |                |                             | 1 000 000 |
| ---------------- | -------------- | --------------------------- | --------- |

## Crédits et personnel
Crédits adaptés de Tidal.
- Lady Gaga - chant, auteur-compositeur
- BloodPop - producteur, auteur-compositeur, basse, batterie, guitare, claviers, percussions
- Tchami - producteur, auteur-compositeur, mélangeur, basse, batterie, guitare, claviers, percussions
- Max Martin - auteur-compositeur, producteur vocal
- Ely Rise - auteur-compositeur
- Benjamin Rice - producteur vocal, mixeur, ingénieur du son
- Tom Norris - mixeur
- John JR Robinson - batterie

## Autres interprétations
La chanson a été reprise par l'actrice Madelaine Petsch dans un épisode de la cinquième saison de la série télévisée Riverdale, diffusé en 2021.